# Johann Baptist Friedreich
Johann Baptist Friedreich (né le 19 avril 1796 à Wurtzbourg – mort le 19 janvier 1862 dans la même ville) est un médecin et psychiatre bavarois. Il a été un membre influent de l'« école somatique » (somatic school) allemande. Il est le fils de Nicolaus Anton Friedreich (1761–1836) et le père de Nikolaus Friedreich (1825–1882).

## Biographie
Friedreich étudie la médecine à l'université de Wurtzbourg, où il obtient son habilitation universitaire en 1820. En 1830, il est nommé professeur de physiologie à la même université. Deux ans plus tard, en 1832, on lui retire son poste, tout comme à Johann Lukas Schönlein et à Cajetan von Textor, pour des raisons politiques. Il exerce par la suite la médecine à Weißenburg, puis à Straubing, Ansbach et, finalement, à Erlangen, où il devient professeur en 1850.

## Œuvres
- (de) Versuch einer Literärgeschichte der Pathologie und Therapie der psychischen Krankheiten, 1830 – Essay on a literary history of the pathology and treatment of mental illness.
- (de) Systematische Literatur der ärztlichen und gerichtlichen Psychologie, 1832 – Systematic literature of medical and judicial psychology.
- (de) Historisch-kritische Darstellung der Theorien über das Wesen und den Sitz der psychischen Krankheiten, 1836 – Historical-critical presentation of theories on the nature and location of mental illness.
- (de) System der gerichtlichen Psychologie, 1842 – System of judicial psychology.
- (de) Zur Bibel. Naturhistorische, anthropologische und medicinische Fragmente, 1848 – The Bible; natural history, anthropological and medicinal fragments.
- (de) Die realien in der Jliade und Odyssee, 1851 – Realities in the Iliade and Odyssée.
- (de) Die symbolik und mythologie der natur, 1859 – The symbolism and mythology of nature.
- (de) Geschichte des Räthsels, 1860 – History of the Riddle[3].